# Club Jorge Chávez
El Jorge Chávez es un club de fútbol peruano de la ciudad de Sullana, en el departamento de Piura. Fue fundado el 19 de noviembre de 1919, el nombre del club perenniza la memoria del aviador peruano Jorge Chávez quien es el máximo héroe de la aviación civil peruana, y actualmente juega en la Liga Distrital de Sullana.
Su clásico rival es el Alianza Atlético Sullana con el quién disputa el Clásico del Chira.

## Historia

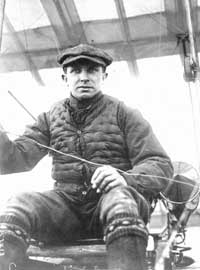
Jorge Chávez.

### Fundación
El Club Jorge Chávez fue fundado en el año 19 de noviembre de 1919 en la ciudad de Sullana, por un grupo de jóvenes entusiastas deportista. Es una de las institución más antiguas de la Región Piura.

### Primeros años en el amateurismo
El primer trofeo que obtuvo la oncena chavista fue un 28 de julio de 1920, en un disputado encuentro frente a un equipo del Regimiento de Caballería N°01, en una cancha ubicada a inmediaciones de la que hoy es la Plaza de Armas de Sullana, habiendo conseguido el gol de la victoria el futbolista aviador, "Luis Agurto Coloma".
El primer encuentro Interprovincial que jugó el equipo "Aviador" fue frente al Sport Escudero de Piura con el que empató 2 goles por bando. 
Y el primer Clásico del Chira entre Jorge Chávez y Alianza Atlético Sullana se jugó un 1 de mayo en el terreno deportivo donde hoy se levanta el Estadio Municipal "Estadio Campeones del 36".
En 1921 el cuadro aviador logró obtener la Copa Centenaria de la Independencia del Perú, en un torneo cuadrangular que organizó la Municipalidad de Sullana. 
En 1924 como todavía no se había formado la Liga Distrital de Sullana, equipo se afilió a la [Liga Distrital de Piura que era presidida en ese entonces por el distinguido deportista de nacionalidad inglesa, "Don José Hope". Durante los encuentros que sostuvo en el certamen de la Liga Piurana el club se caracterizó por ser un equipo pundonoroso y aguerrido pues muchas veces que iba perdiendo lograba voltearlos en los minutos finales y salir victorioso. De allí que se hizo famosa la frase "No te confíes del Chávez".

### Los Campeones del 36
El año 1936 no hubo campeonato de primera división debido a la preparación de la Selección Peruana de Fútbol para los Juegos Olímpicos de Berlín 1936. En ese contexto, la FPF organizó un campeonato nacional entre las selecciones de los Departamentos del Perú y la selección triunfadora fue la Selección de Sullana. En aquel equipo campeón el "Club Jorge Chávez" aportó ocho jugadores: Carlos Vargas Machuca, Tomás Mauricio Ward, Bernardino Farfán, Marcos Tavara, Calin Godos, Pedro Aponte, Alejandro Romero y Antonio Rivera. El Atlético Sullana también aportó una base importante y fue con la mezcla de los dos clásicos rivales que Sullana logró por primera vez vincular su nombre con el éxito futbolístico. Es de esta forma, que el estadio de Sullana tiene por nombre Estadio Campeones del 36 no en homenaje a los Olímpicos de Berlín, como antaño se creía en círculos limeños, sino en homenaje a la selección de Sullana campeona nacional de 1936, temporada en la que -justamente por la participación peruana en la Olimpiada germana- no hubo torneo local de Primera División.

### Indumentaria y patrocinador
| Periodo | Proveedor |
| ------- | --------- |
| 2014    | Walon     |

| Periodo | Patrocinador |
| ------- | ------------ |
| 2013    | Mizaga       |
| 2014    | Caja Sullana |

## Estadio
El Estadio Campeones del '36' está situado en la ciudad peruana de Sullana, en la Región Piura. El estadio debe su nombre a que ese año, 1936, en el Perú no se realizó un campeonato oficial de fútbol, sino que hubo un torneo entre equipos representantes de varias ciudades del país, coronándose campeón el cuadro representante de la ciudad norteña.
El Campeones del 36 tiene una capacidad total de 8.000 espectadores y cuenta con dos tribunas (occidente y oriente); algunos aficionados también se apuestan sobre el sector sur del estadio, donde pueden ver los partidos pero donde no hay tribuna. En el sector norte se encuentran los vestuarios, por lo que el público no puede ingresar a esa zona. El estadio Campeones del 36 va a ser remodelado para un aforo de 20.000. La Reconstrucción se hará en el mismo lugar que ocupa el actual estadio y esta vez contará con pista atlética; tribunas en norte y sur, oriente y occidente, así como palcos y cabinas para el desarrollo de los medios de comunicación.

## Sede
El club cuenta con su local propio ubicado en la calle Miguel Grau Nº 796 en la ciudad de Sullana.

## Rivalidades

### Clásico del Chira
Aunque Alianza Atlético Sullana es el equipo más grande de Sullana sin duda alguna, pero en frente siempre tuvo como enconado rival histórico a Jorge Chávez. Con la escuadra aviadora existe una marcada rivalidad, la cual se mantiene viva en los enfrentamientos en la Liga Distrital de Sullana, cuando se mide la escuadra filial de Alianza Atlético ante el cuadro aviador.

## Palmarés

### Torneos regionales
| Competición regional             | Títulos                                  | Subcampeonatos    |
| -------------------------------- | ---------------------------------------- | ----------------- |
| Liga Superior de Piura (0/1)     |                                          | 2014.             |
| Liga Provincial de Sullana (4/0) | 1984, 1985, 1987, 1988.                  |                   |
| Liga Distrital de Sullana (7/3)  | 1947, 1978, 1984, 1985, 1987, 1988, 2007 | 1930, 1946, 1953. |
| Liga Distrital de Piura (0/1)    |                                          | 1924.             |